# Joseph Galinier
 (mai 2023).
La mise en forme du texte ne suit pas les recommandations de Wikipédia : il faut le « wikifier ».
Les points d'amélioration suivants sont les cas les plus fréquents. Le détail des points à revoir est peut-être précisé sur la page de discussion.
- Les titres sont pré-formatés par le logiciel. Ils ne sont ni en capitales, ni en gras.
- Le texte ne doit pas être écrit en capitales (les noms de famille non plus), ni en gras, ni en italique, ni en « petit »…
- Le gras n'est utilisé que pour surligner le titre de l'article dans l'introduction, une seule fois.
- L'italique est rarement utilisé : mots en langue étrangère, titres d'œuvres, noms de bateaux, etc.
- Les citations ne sont pas en italique mais en corps de texte normal. Elles sont entourées par des guillemets français : « et ».
- Les listes à puces sont à éviter, des paragraphes rédigés étant largement préférés. Les tableaux sont à réserver à la présentation de données structurées (résultats, etc.).
- Les appels de note de bas de page (petits chiffres en exposant, introduits par l'outil «  Source ») sont à placer entre la fin de phrase et le point final[comme ça].
- Les liens internes (vers d'autres articles de Wikipédia) sont à choisir avec parcimonie. Créez des liens vers des articles approfondissant le sujet. Les termes génériques sans rapport avec le sujet sont à éviter, ainsi que les répétitions de liens vers un même terme.
- Les liens externes sont à placer uniquement dans une section « Liens externes », à la fin de l'article. Ces liens sont à choisir avec parcimonie suivant les règles définies. Si un lien sert de source à l'article, son insertion dans le texte est à faire par les notes de bas de page.
- La présentation des références doit suivre les conventions bibliographiques. Il est recommandé d'utiliser les modèles {{Ouvrage}}, {{Chapitre}}, {{Article}}, {{Lien web}} et/ou {{Bibliographie}}. Le mode d'édition visuel peut mettre en forme automatiquement les références.
- Insérer une infobox (cadre d'informations à droite) n'est pas obligatoire pour parachever la mise en page.

Pour une aide détaillée, merci de consulter Aide:Wikification.
Si vous pensez que ces points ont été résolus, vous pouvez retirer ce bandeau et améliorer la mise en forme d'un autre article.

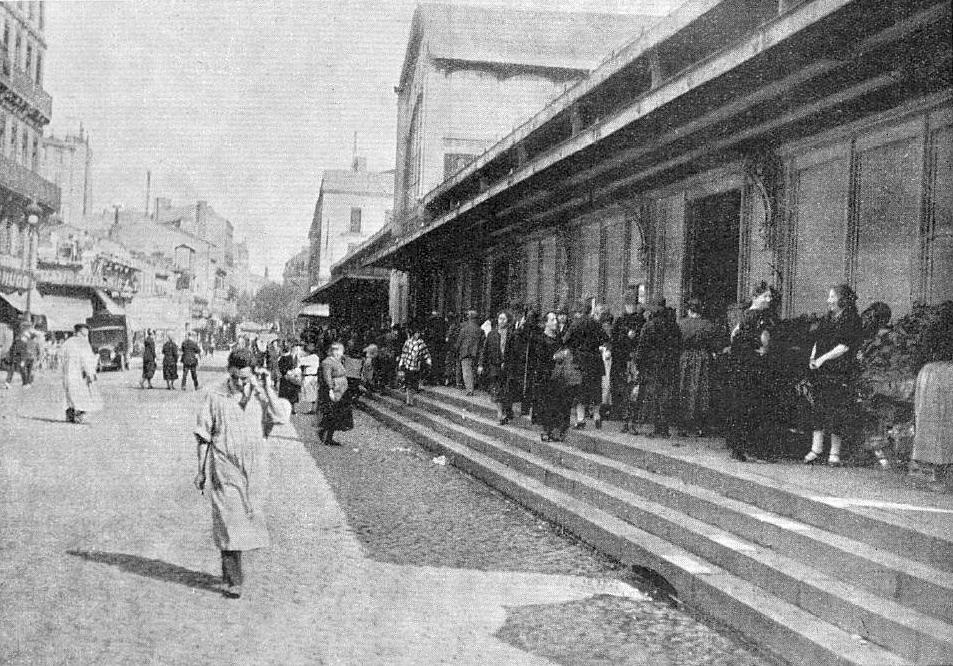
Ancien marché Victor-Hugo de Toulouse.

Joseph Galinier est un architecte né à Toulouse le 6 mai 1848 et mort le 21 février 1917.

## Biographie
Joseph Galinier, fils de Joseph Jean Galinier, charpentier, et de Joséphine Marie Rodriguez, est un architecte français marié à Angéline Léonie Lamasson. Bachelier ès-lettres, premier prix de mathématiques aux concours des lycées et collèges, il est reçu à l'École spéciale militaire de Saint-Cyr en 1869. Élève d'Henry Bach à l'École des arts de Toulouse, puis de Jean Charles Laisné à Paris, il entre aux Beaux-Arts le 23 avril 1870 et il y reste jusqu'en 1874 en deuxième classe.
Il devient architecte à la ville de Toulouse au service extraordinaire du bureau des grands travaux de 1882 au début de l'année 1891, puis architecte en chef de la Ville de 1906 à 1912. Il est ensuite architecte en chef des Chemins de fer du Midi de 1896 à 1913 au moins. Il est professeur à l'école des Beaux-arts de Toulouse dès 1891. Il est sous-directeur de l'école des arts de Toulouse de 1893 à 1906.
Il est contemporain des architectes Eugène Curvale, Jacques Lacassin et Joseph Gilet.

## Réalisations architecturales[2],[3],[4]
- 1874 : monument aux morts de la guerre de 1870, quartier Jolimont à Toulouse
- 1884 : maison Séguier, 9 rue de Quéven à Toulouse ;
- 1882-1887 : lycée Gabriel-Fauré de Foix[5]
- 1888 : marché Victor-Hugo (détruit), marché des Carmes (détruit)
- 1891 : faculté des sciences, aujourd'hui Quai des savoirs et siège du PRES.
- 1892-1901 : hôtel Mazelié, 4 rue Jean-Suau à Toulouse
- 1895 : Immeuble, 32 rue d'Alsace-Lorraine à Toulouse
- 1895 : Immeuble, 49 rue d'Alsace-Lorraine à Toulouse
- 1896 : Immeuble, 8 rue du Poids-de-l'Huile à Toulouse
- 1897 : Immeuble, Saint-Georges 13 boulevard Lazare-Carnot à Toulouse
- 1899-1904 : Théâtre municipal de Castres  (classé monument historique)[6], un des entrepreneurs du chantier est Henri-Eugène Benne.
- 1903 : Immeuble, 11 bis rue Antonin-Mercié Toulouse
- 1910 : rénovation du groupe scolaire Lamarck actuellement Institut Médico-Professionnel Lamarck.
- 1912 : École maternelle Fontaine-Lestang actuellement école maternelle Étienne Billières.